# Atleta di Fano

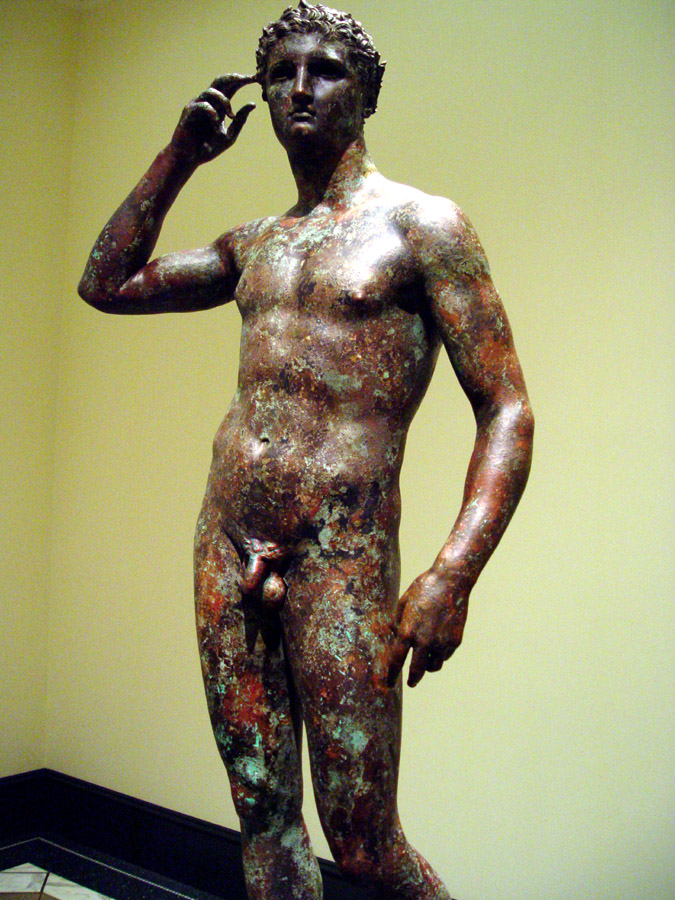
La statua bronzea di Lisippo: l'Atleta di Fano al Getty Museum.

L'Atleta di Fano, Atleta vittorioso, Atleta che si incorona o Lisippo di Fano, conosciuto negli Stati Uniti anche come Victorious Youth (Giovane vittorioso) o Getty Bronze (bronzo del museo Getty), è una scultura bronzea, datata tra il IV e il II secolo a.C., attribuita, su base esclusivamente stilistica, allo scultore greco Lisippo o a un suo allievo.

## Storia
Il bronzo fu ripescato casualmente al largo di Fano, il 14 agosto 1964, da un peschereccio italiano e fu acquistato dal Getty Museum di Malibù nel 1977. La storia critica ebbe inizio nel 1978 con la pubblicazione di Jiri Frel che attribuì l'opera a Lisippo, attribuzione contestata a partire dal 1983 da Frédéric Louis Bastet e nel 1993 da Luigi Todisco i quali preferirono assegnare il bronzo ad ambito lisippeo piuttosto che al maestro stesso.

## Descrizione e stile
Le dimensioni della statua sono in altezza (misurata dal capo al polpaccio, dato che i piedi non sono presenti) 151,5 cm, in larghezza 70,0 cm e in profondità 28,0 cm. Quindi le dimensioni erano proporzionate al vero.
Il giovane atleta è rappresentato in nudità eroica. La statua si presenta con la base mancante sino all'altezza delle caviglie, forse i piedi si sono staccati nel momento in cui la statua si è impigliata nella rete del peschereccio che ne ha effettuato il recupero, ma non è escluso che la rottura sia da ricondurre in età antica al momento del naufragio della nave che trasportava l'opera verso occidente. Gli occhi, mancanti, furono probabilmente realizzati separatamente in pietra colorata o pasta vitrea e inseriti a fusione ultimata, mentre i capezzoli sono in rame.
Anche se la parte inferiore ai polpacci è mancante, dalla postura della statua si deduce che il piede ponderale, quello su cui la statua scarica il peso, è il destro. Mentre la gamba destra è diritta, la gamba sinistra è leggermente piegata in avanti e sembra che il piede sinistro poggiasse in punta. L'asse del tronco ha una conformazione a S, il collo ripiega verso destra con la testa che, in opposizione, ricade verso sinistra, ossia verso il lato a riposo, come è tipico nella costruzione antitetica delle figure lisippee. Lo sguardo, con espressione fiera ma composta, sembra rivolgersi diritto avanti a sé ad altezza d'uomo.
Mentre il braccio sinistro si distende lungo il fianco, il braccio destro è alzato, con il gomito all'altezza della spalla e la mano all'altezza della fronte. Questo gesto è stato interpretato come l'atto, appena compiuto, di incoronarsi con la corona del vincitore, apparentemente quella in olivo selvatico usata per i vincitori a Olimpia. Indice e medio sono infatti appena scostati e in opposizione del pollice, mentre anulare e mignolo sono ripiegati su sé stessi. I capelli corti sono raggruppati in ciocche fluenti e ondulate che si dipartono uniformemente verso destra e sinistra a partire dall'altezza dell'occhio sinistro.
La struttura rigorosamente geometrica dell'opera, riscontrabile nell'anatomia del corpo e del viso, rimanda ad ambiente peloponnesiaco e sicionio in particolare. L'impostazione antitetica delle due metà del corpo conduce a Lisippo e alla sua scuola. Si rileva, da parte degli studiosi che attribuiscono l'opera a un allievo, la non corrispondenza delle proporzioni dell'atleta con le più frequenti proporzioni riscontrabili nelle opere di Lisippo. Gli studiosi che datano invece la statua a una fase di elaborazione nella carriera di Lisippo, intorno al 340 a.C., immediatamente precedente l'Agias, ritengono di poter desumere l'attribuzione, con una qualche certezza, dal pentimento in corso d'opera visibile all'altezza del collo, che ne ha allungato la misura, segno del lavoro di un maestro tendente a modificare e rinnovare canoni preesistenti, e non di un discepolo.
La scultura avrebbe potuto far parte di un gruppo scultoreo-celebrativo di alcuni atleti vittoriosi, posto in un santuario greco-panellenico come a Delfi o Olimpia. A questo proposito è interessante notare che le analisi delle fibre trovate internamente alla statua hanno rivelato la presenza di lino; dal geografo Pausania il Periegeta ci è noto che nel II secolo d.C. l'unico luogo in cui cresceva il lino in Grecia era attorno ad Olimpia.
L'ipotesi dell'appartenenza della statua a un gruppo è stata avanzata anche da Antonietta Viacava che, evidenziando la minore elaborazione del lato sinistro della statua, ha immaginato la presenza di una seconda figura: un giudice, che avrebbe incoronato il giovane secondo un'iconografia diffusa, mentre quest'ultimo con la mano destra avrebbe potuto semplicemente indicare la corona o accingersi a sistemarla. Riproposizioni più tarde del tipo (su monete del II secolo a.C. e soprattutto nella Stele di Plauzio, proveniente dal Pireo e ora al Musée archéologique de Nice-Cimiez) mostrano anche la presenza del ramo di palma nella mano sinistra dell'atleta, attributo del quale resta traccia nell'incavo interno del braccio. Ancora a Viacava si deve l'ipotesi dell'identificazione del giovane con Seleuco Nicatore, ipotesi che concorda con una datazione al 340 a.C. e con la forte caratterizzazione del volto.

## Tecnica
La statua è stata realizzata con la tecnica della fusione a cera persa, cioè con un modello positivo cavo in cera a perdere, su cui veniva appoggiata la terra da fonderia che creava il negativo, all'atto della colata la cera evapora per l'alta temperatura del metallo e lascia spazio a questo. Questa tecnica permetteva un'ottima modellabilità e la possibilità di rifinire minuziosamente i particolari, oltre che di ottenere superfici accuratamente levigate. Con questa tecnica non si poteva ottenere la statua in un'unica colata ma le varie parti, come tronco, testa, braccia e gambe, venivano realizzate separatamente e solo successivamente unite per saldatura.
La lega metallica utilizzata è un bronzo con la seguente composizione: rame 89%, stagno 10,7% e piccole percentuali di piombo, arsenico e cobalto.
Tracce della terra da fonderia a volte permangono all'interno del fuso e le analisi chimiche permettono di conoscere la composizione della terra e quindi ipotizzare con buona approssimazione il luogo in cui la statua è stata formata e colata. A volte, nella terra da fonderia rimangono incluse anche piccole parti organiche come ossi o, come successo in questo caso, gusci di nocciole e noccioli di olive, che hanno permesso l'analisi e la datazione con il metodo del carbonio-14. Allo stato attuale delle conoscenze è comunemente accettata la datazione tra la fine del IV secolo a.C. e il II secolo a.C. ricavata con questo metodo. Non si può restringere ulteriormente questo intervallo temporale a causa dell'incertezza di misura intrinseca del metodo.
Questo elemento cronologico e soprattutto considerazioni di tipo stilistico hanno portato la statua ad essere forse attribuibile allo scultore greco Lisippo. Già nella sua prima ispezione Bernard Ashmole e altri studiosi l'attribuirono a Lisippo, grande nome della storia dell'arte greca. Il metodo attuale considera meno importante l'attribuzione tradizionale dell'opera rispetto al contesto sociale in cui è stata concepita: il luogo dove è stata modellata, per quale scopo e chi doveva rappresentare.

## Aspetti diplomatici e giudiziari

### Ritrovamento ed esportazione

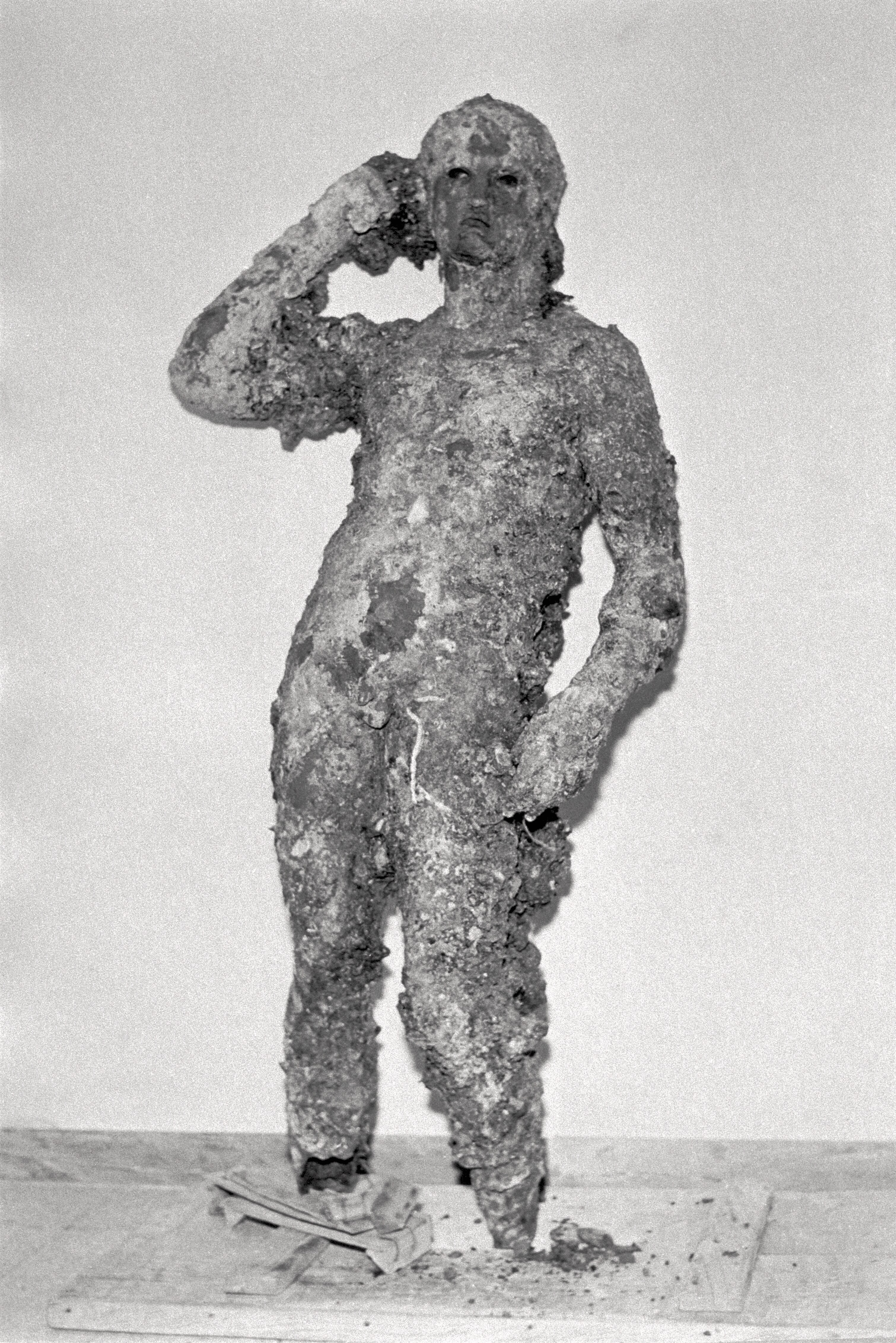
Come mostrato da questa fotografia di pre-conservazione, quando fu issata dal mare la statua dell'Atleta vittorioso era ricoperta da uno spesso strato di sedimenti e incrostazioni.

L'ipotesi più accreditata è che in antichità la statua sia naufragata nel medio Adriatico insieme alla nave che la stava trasportando dalla Grecia verso la penisola italiana, probabilmente puntava al porto di Ancona. Essa fu rinvenuta nell'estate del 1964 nel mare Adriatico al largo di Fano catturata dalle reti del peschereccio italiano "Ferruccio Ferri".

Il luogo del ritrovamento del bronzo, a sentire le testimonianze dei pescatori, è una zona del mar Adriatico chiamata "Scogli di Pedaso", ma di questo non c'è stata certezza per molti anni: in particolare, si è molto discusso se l'oggetto fosse stato ritrovato in acque italiane o internazionali.
Comunque sia l'esportazione è stata illegale secondo le leggi dell'epoca, in particolare la legge 1089/39, che stabilisce che i beni archeologici ritrovati sono di proprietà dello Stato italiano. Infatti, nel primo caso il reperto apparterrebbe allo Stato italiano, nel secondo caso essendo l'Atleta issato su un'imbarcazione battente bandiera italiana e successivamente sbarcato a Fano, in Italia, sarebbe dovuto ricadere sotto la legislazione italiana che impedisce l'esportazione di opere archeologiche e avrebbe dovuto essere soggetto all'obbligo di notifica al ministero competente (in questo caso il Ministero della cultura).
Sul motopesca italiano si trovavano il capobarca Romeo Pirani, i tre marinai Derno Ferri (motorista), Athos Rosato (murea) e Durante Romagnoli (marò), inoltre Valentino Caprara, Nello Ragaini e Benito Burasca. L'armatrice era la signora Valentina Magi.
Athos Rosato ha confermato quanto sempre sostenuto dal capobarca Pirani, cioè che la statua è stata ritrovata a «circa 43 miglia a levante del monte Conero e circa 27 miglia dalla costa croata, un punto di mare chiamato "Scogli di Pedaso"» (Coordinate: 43°23′32″N 14°33′26″E). «In quel tratto, secondo il mozzo, la profondità del mare era circa di 43-44 braccia», cioè a circa 75 metri di profondità.
La rete si è impigliata nelle braccia della statua, che è stata sollevata dal fondo del mare; probabilmente i piedi, verosimilmente incastrati o insabbiati, si sono staccati in quest'occasione per lo strattone ricevuto.
Successivamente, la statua è stata trasportata su un carretto e riposta in un sottoscala nella casa della proprietaria della barca Valentina Magi, nei giorni successivi molte persone poterono vederla. Così i pescatori, preoccupati che la voce si spargesse e di un'eventuale ispezione della Guardia di Finanza, chiesero e ottennero di nascondere la statua, sotterrandola in un campo coltivato a cavoli di proprietà di Dario Felici, un loro amico.
Alberto Berardi, storico fanese, racconta che, al momento del dissotterramento della statua dal campo di cavoli, si staccò una concrezione che fu regalata a Elio Celesti, professionista e politico fanese, il quale, su segnalazione di Berardi, la consegnò al procuratore della Repubblica di Pesaro Savoldelli Pedrocchi. Le analisi di questa concrezione hanno dimostrato che è stata a contatto con una lega metallica di stagno e rame, cioè bronzo.
La notizia del ritrovamento di un'antica statua arrivò a Pietro Barbetti, un industriale di Gubbio, che l'acquistò per 3 500 000 lire. In seguito, la statua fu portata da Pietro Barbetti e da Fabio Barbetti nella canonica di don Giovanni Nargni e qui custodita per diverso tempo. Questa circostanza, confermata poi dal sacerdote stesso, è stata notata dalla perpetua di don Nargni, che denunciò anonimamente il fatto ai Carabinieri, i quali intervennero. Si arrivò a un processo, con l'accusa di acquisto e occultamento di un'antica opera d'arte a danno dello Stato italiano. Accusati furono Pietro Barbetti, con i parenti Fabio e Giacomo Barbetti, e il prete Giovanni Nargni. In primo grado furono assolti per insufficienza di prove, in secondo grado la Corte di Appello condannò i Barbetti a 4 mesi di reclusione e don Nargni a 2 mesi. Poi la Cassazione rimise i 4 nuovamente al giudizio della Corte d'Appello, che li assolse con formula piena.
La statua nel frattempo era già stata venduta da Giacomo Barbetti, cugino di Pietro, a un antiquario milanese di cui non si conosce il nome. Secondo altre ipotesi, da confermare, la statua fu invece esportata in una cassa di medicinali verso una missione religiosa in Brasile, in cui operava un conoscente dei Barbetti.
La statua nel 1971 fu acquistata da Heinz Herzer, un commerciante di Monaco di Baviera aderente all'Artemis Group, e venne sottoposta alle prime analisi e a restauri. Nel 1974 l'esame del radiocarbonio datò la statua approssimativamente al IV secolo a.C. e fu attribuita per la prima volta a Lisippo.
Dopo alcune trattative e tentativi di offerta al mercato nero e una forte competizione contro il Metropolitan Museum of Art, fu acquistata nel 1977 dal Getty Museum per 3,98 milioni di dollari.
La statua è attualmente esposta alla Getty Villa di Malibù, California.

### Contesa tra Stato italiano e Getty Museum

Villa Getty a Malibù

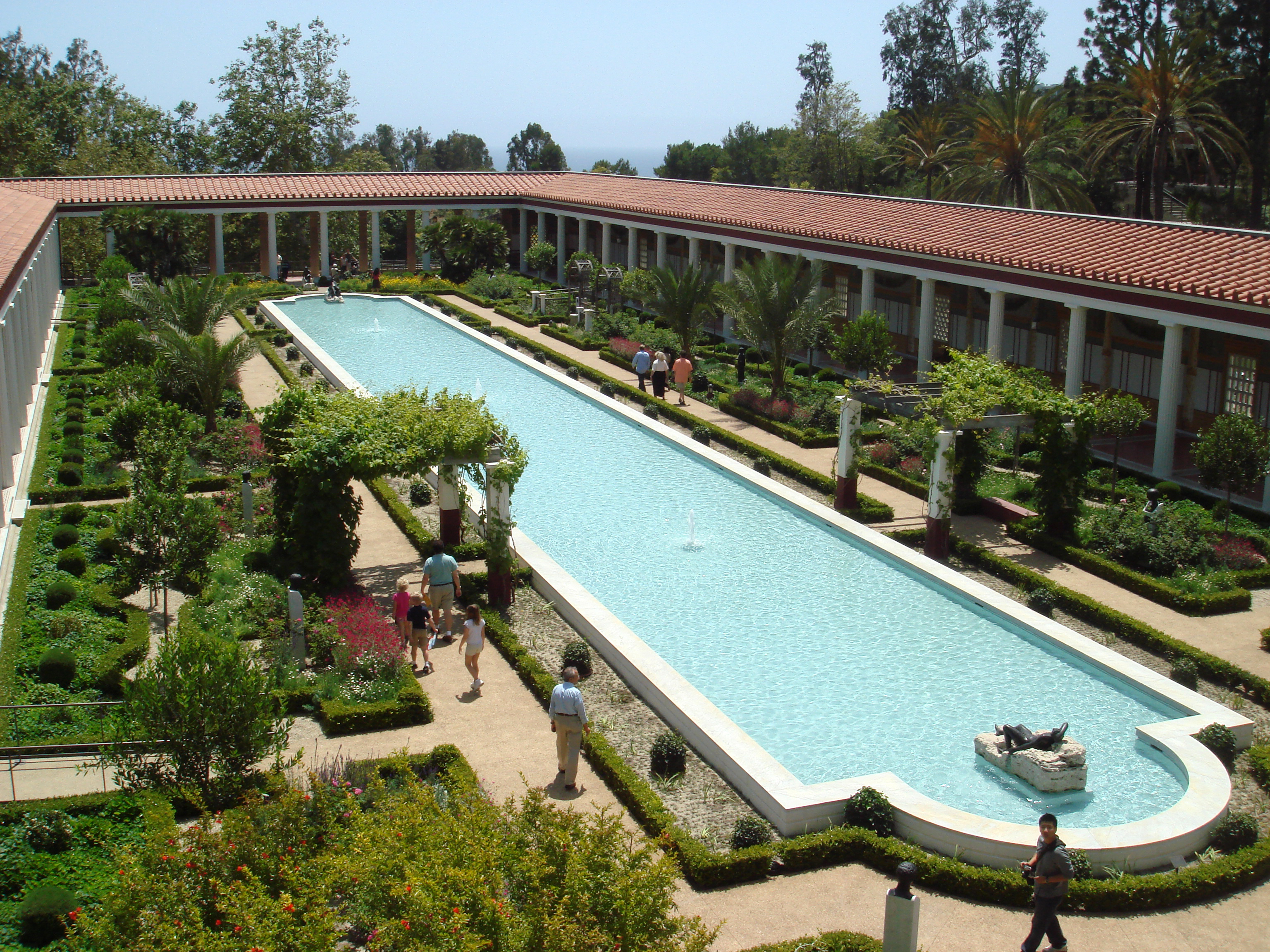
Il peristilio esterno della villa

Il luogo preciso del ritrovamento che ha preservato l'oggetto per più di due millenni non è mai stato stabilito con certezza, ma sembra che la nave degli antichi romani che la trasportava fosse sulla traversata dalla Grecia verso l'Italia quando per cause ignote affondò con il suo prezioso carico.
Vari governi italiani anche assieme alla regione Marche, specie negli ultimi anni hanno reclamato il ritorno della statua in Italia, ma il museo ha sempre replicato negativamente e ritenuto infondate le richieste a causa dell'impossibilità di stabilire con precisione il luogo del recupero.
Nel novembre 2005, a Roma, l'ex conservatrice del Getty Museum, Marion True è stata accusata di associazione per delinquere e di traffico illegale internazionale di opere d'arte. Secondo l'accusa la True avrebbe acquisito opere d'arte illegali provenienti dal deposito di Giacomo Medici, condannato nel marzo del 2005 a dieci anni di prigione e a 10 milioni di euro di risarcimento danni allo Stato Italiano per traffico di opere trafugate da cinquanta tombe etrusche e implicato nel processo con il gallerista di Ginevra Robert Emmanuel Hecht dal quale la stessa True avrebbe acquistato alcune opere per conto del Getty Museum.
Secondo Stefano Alessandrini, fanese e consulente di parte civile per "Italia Nostra" al processo romano contro Robert Hecht e Marion True, il J. Paul Getty Museum di Malibù era a conoscenza della provenienza illecita della statua poiché esisterebbe una copia di un'intervista del 1979 realizzata dall'ABC all'ex direttore del Metropolitan Museum of Art, Thomas Hoving, nella quale dichiarava di aver rinunciato all'acquisto della statua perché di provenienza incerta, ma che nonostante altri musei avessero evitato di comprarlo, il Getty accettò ugualmente pagando pur di aver l'Atleta che si incorona. Lo stesso Thomas Hoving, in un suo articolo sul Los Angeles Times del 27 settembre 2005, conferma la suddetta versione.
Da parte sua comunque Michael Brand, nuovo direttore del museo americano e subentrato a Marion True, in una lettera a Rutelli scrisse: «rigettiamo ogni ipotesi che il Getty fosse stato a conoscenza, al momento dell'acquisto, che gli oggetti che dovevano esservi trasferiti fossero provenienti da scavi illegali in Italia.».
In una lettera al J. Paul Getty Trust datata 18 dicembre 2006, la True dichiarava di sentire su di sé tutto il "peso delle colpe" delle pratiche che erano conosciute, approvate, e giustificate dal Getty Board of Directors. Marion True è inoltre attualmente sotto indagine delle autorità greche per l'acquisizione di una corona funeraria di 2500 anni fa.
Il 20 novembre 2006, il direttore del museo Michael Brand, ha annunciato l'intenzione di restituire all'Italia solo 26 opere delle 52 richieste, ma non l'Atleta di Fano, pezzo sul quale pende ancora una causa giudiziaria. Il 14 dicembre dello stesso anno il Ministro dei beni e delle attività culturali Francesco Rutelli, rispondeva sul Corriere della Sera che se le trattative non si fossero concluse con un ritorno in Italia di tutte e 52 le opere richieste il museo sarebbe stato posto sotto l'embargo culturale italiano.
Il 1º agosto 2007 viene annunciato l'accordo in cui il museo restituisce 40 opere all'Italia, tra queste è presente la Venere di Morgantina, che verrà riconsegnata nel 2010, ma non figura l'Atleta di Fano, per cui l'accordo prevede che ogni decisione sia rimandata alla fine del procedimento giudiziario in corso presso la procura di Pesaro. Nello stesso giorno la procura di Pesaro ha chiesto la confisca della statua per i reati di contrabbando ed esportazione clandestina, richiesta respinta dal giudice.
Successivamente, l'11 febbraio 2010, il GIP dispone il sequestro della statua «attualmente al Getty Museum o ovunque essa si trovi». L'impugnazione del decreto ha dato luogo a una sentenza della Corte costituzionale.
L'8 giugno 2018 il giudice dell'esecuzione del Tribunale di Pesaro rigetta l'opposizione dei legali del Getty Museum contro la confisca della statua.

Il 30 novembre 2018 i giudici della terza sezione penale della Corte di Cassazione hanno respinto il ricorso presentato dal Getty Museum contro l’ordinanza del Tribunale di Pesaro.
Il 3 dicembre 2018 con un comunicato stampa il Getty Museum dichiara che «qualsiasi ordine di confisca è contrario al diritto statunitense e internazionale».
Il 2 maggio 2024 la Corte europea di Strasburgo, respingendo il ricorso presentato dalla fondazione Paul Getty per violazione della protezione della proprietà, ha stabilito che l'Italia ha tutto il diritto di confiscare e chiedere la restituzione della statua greca in bronzo.

## Curiosità
- L'Atleta di Fano è stato rappresentato nel carro allegorico "Sotto l'Adriatico dipinto di blu" in occasione del Carnevale di Fano del 1990.[49]
- Una riproduzione della statua dà il nome alla cosiddetta “passeggiata del Lisippo”, che si sviluppa tra il mare e la Marina dei Cesari a Fano.[50]